# Франц Карл Лудвиг (Вид)
Франц Карл Лудвиг фон Вид (на немски: Franz Karl Ludwig von Wied; * 10 октомври 1710 в Нойвид; † 8 октомври 1765 в Монрепос) е граф на Вид.
Той е малкият син на граф Фридрих Вилхелм фон Вид-Нойвид (1684 – 1737) и съпругата му бургграфиня и графиня Луиза Шарлота фон Дона-Шлобитен (1688 – 1736), дъщеря на граф и бургграф дъщеря на граф и бургграф Александер фон Дона-Шлобитен (1661 – 1728) и първата му съпруга графиня Емилия Луиза фон Дона-Карвинден (1661 – 1724). По-големият му брат Йохан Фридрих Александер (1706 – 1791) е граф на Изенбург, господар на Рункел, граф на „долното графство“ Вид-Нойвид (1737 – 1784), първият княз на Вид от 1784 г.

## Фамилия
Франц Карл Лудвиг фон Вид се жени 1747 г. във Везел за бургграфиня и графиня София Луиза фон Дона-Карвинден (* 9 октомври 1727; † 19 март 1749 във Везел), дъщеря на граф и бургграф Фридрих Лудвиг фон Дона-Карвинден (1694 – 6 януари 1749) и София Вилхелмина фон Дона-Шлобитен (1697 – 1754). Съпругата му умира три месеца след раждане. Те имат една дъщеря, която умира като бебе:
- София Луиза Леополдина Каролина Амалия (* 19 януари 1749; † 27 юли 1749)